# 剡湖街道
剡湖街道是中国浙江省嵊州市下辖的一个街道，位于嵊州城区中北部，为县治所在地。剡湖街道西邻鹿山街道、崇仁镇，北邻仙岩镇，东邻浦口街道，南邻三江街道。总面积128.89平方千米，人口123024人。

## 行政区划
现辖下辖11个社区、13个行政村：
新北社区、城隍坊社区、龙会社区、相公殿社区、白莲堂社区、东圃社区、北郊社区、江滨社区、艇湖社区、越秀社区、工农社区、里坂村、大湾村、后璋村、沙园村、荷花坪村、戴望村、东塘村、漩泽墅村、碑山村、罗南村、禹溪村、八何洋村和竹前村。